# Kusonje
Kusonje is een plaats in de gemeente Pakrac in de Kroatische provincie Požega-Slavonië. De plaats telt 200 inwoners (2001).